# Agència Telegràfica de Belarús
L'Agència Telegràfica de Belarús (BelTA) és l'agència de notícies nacional de propietat estatal de la República de Belarús. Treballa en rus, belarús, anglès, alemany, castellà, polonès i xinès i, des del 2018, la directora n'és Irina Akulovitx.

## Història
BelTA es va fundar el 23 de desembre de 1918. Durant l'època soviètica va cooperar amb TASS. D'ençà de la dissolució de la Unió Soviètica, BelTA ha estat l'agència de notícies nacional de Belarús. Transmet més d'un centenar de notícies diàries i proporciona informació a altres agències de notícies membres de la Comunitat d'Estats Independents. BelTA té oficines a totes les regions de Belarús, així com a l'estranger. L'oficina principal es troba a Minsk.
L'antic director general de BelTA, Dzmitry Zhuk, va rebre la prohibició d'entrar a la Unió Europea entre el 2011 i el 2016 com a part de les sancions del Consell de la UE contra Belarús després de la repressió de les protestes amb motiu de les eleccions presidencials belarusses del 2010 per: «transmetre la propaganda estatal als mitjans de comunicació, que ha donat suport i justifica la repressió de l'oposició democràtica i de la societat civil el 19 de desembre, 2010 utilitzant informació falsa».